# Librería Xoc
Xoc fue una librería del barrio de Vilapicina en Barcelona nacida como una herramienta para la defensa de la cultura catalana y la lucha por los derechos de la clase trabajadora.
A pesar de la pequeñez de su espacio y su ubicación alejada del centro de la ciudad, llegó a ser un espacio de referencia cultural de primer orden, muy bien dotada de libros de fondos así como de todas las novedades con una especial atención hacia las ediciones en catalán.ç
En sus primeros años compartió el espacio con juguetes educativos y discos, para acontecer a finales de los setenta la primera librería-bar de Barcelona, pero siempre con los libros como prioridad.
El espacio se convirtió en un lugar de encuentro de la gente del barrio así como escenario por donde presentaron libros o pronunciaron conferencias los más importantes personajes de la cultura catalana contemporánea. La librería también dedicó un espacio de arte y sus paredes no ocupadas por los estantes vieron exposiciones exitosas de artistas plásticos  noveles y de primera fila, pintores, escultores, ceramistes y fotógrafos entre un largo etc. Llegó a ser legendaria su Agua de Valencia servida cada viernes, influyendo decisivamente en la popularización de este cóctel en la ciudad de Barcelona.